# Pohlia nudicaulis
Pohlia nudicaulis là một loài Rêu trong họ Bryaceae. Loài này được (Lesq.) Broth. miêu tả khoa học đầu tiên năm 1903.